# Sphaeroma dumerilii
Sphaeroma dumerilii är en kräftdjursart som beskrevs av Leach 1818. Sphaeroma dumerilii ingår i släktet Sphaeroma och familjen klotkräftor. Inga underarter finns listade i Catalogue of Life.